# Gota de sang seca
La Gota de sang seca (GSS), coneguda internacionalment com a dried blood spot (DBS), és una forma de biomostreig on gotes de sang són dipositades i secades en un paper de filtre. Aquestes mostres seques poden ser fàcilment transportades a un laboratori i ser analitzades utilitzant diferents mètodes com Amplificació de l'ADN o Cromatografia líquida d'alta resolució. 

## Història
El 1913, Ivar Bang va descriure per primera vegada el GSS, com un mètode de mostreig inusual.
A Escòcia, el 1963, Robert Guthrie va introduir el concepte sobre la utilització de la sang capil·lar (dipositada en forma de gotes de sang sobre un paper de filtre), per detectar malalties metabòliques en grans poblacions de nounats.
A partir de 1969-70, el cribratge neonatal per a la fenilcetonúria es va fer nacional. Des d'aleshores, en més de 20 països s'han recollit de manera rutinària mostres de targetes Guthrie de nadons per detectar fenilcetonúria i, més recentment, hipotiroïdisme congènit, trastorns de cèl·lules falciformes i infecció pel VIH. La utilització d'aquest mètode va ser restringit durant molts anys, a causa de les limitacions en la sensibilitat i l'especificitat en el cribratge de volums tan petits de sang.
Tanmateix, els avenços recents com la producció d'anticossos monoclonals, l'expressió de proteïnes sintètiques i la introducció de la reacció en cadena de la polimerasa han superat molts d'aquests problemes.

## Procediment
Les mostres de GSS s'obtenen aplicant unes gotes de sang sobre un paper de filtre absorbent específic, utilitzant una llanceta sobre un dit de la mà, del peu o del taló. Seguidament, es deixa que la sang se saturi sobre el paper i s'assequi a l'aire durant diverses hores. Aquestes mostres s'emmagatzemen en bosses de plàstic de baixa permeabilitat als gasos amb dessecant afegit per reduir la humitat i es poden mantenir a temperatura ambient, fins i tot en climes tropicals.
Quan les mostres arriben al laboratori, els tècnics separen un petit disc de paper saturat amb sang utilitzant un punxó manual o automàtic. Aquest disc de paper és dipositat dins una placa de microtitulació de fons pla. La sang és eluïda a 4°C durant la nit, utilitzant una solució salina tamponada amb fosfat que conté 0.05% Tween 80 i 0.005% azida de sodi. La placa final que conté els eluïts forma l'anomenat "mestre" a partir de la qual es poden fer dilucions per a proves posteriors.
Com alternativa a punxar un disc de paper, les solucions d'automatització recents extreuen la mostra fent passar un eluent a través del filtre sense la necessitat de perforar-lo. L'empresa suïssa CAMAG ha desenvolupat una automatització que inclou l'aplicació d'un estàndard intern previ a l'extracció.